# Mozilla Firefox
Mozilla Firefox ali samo Firefox je brezplačen, odprtokoden grafični spletni brskalnik, ki je na razpolago tako za namizne računalnike kot za mobilne naprave in preveden v več svetovnih jezikov, tudi v slovenščino. Razvija ga Mozilla Foundation s svojo podružnico Mozilla Corporation in prostovoljci. Firefox, prej imenovan Phoenix ali Firebird, je nastal kot samostojna komponenta zbirke Mozilla Suite; ta je nastala na osnovi Netscape Communicatorja.
Firefox je takoj postal zelo priljubljen ter je zaradi večje hitrosti, varnosti in prilagodljivosti z dodatki hitro izpodrinil takrat dominantni brskalnik Internet Explorer 6. Vrh priljubljenosti je dosegel konec leta 2009 z različico 3.5, nakar je uporaba upadla zaradi konkurence Google Chrome. Trenutno je Firefox tako v svetu kot v Sloveniji drugi najbolj uporabljan spletni brskalnik.

## Zgodovina
Firefox se je začel kot Mozillin poskusni projekt, ki so ga začeli Dave Hyatt, Joe Hewitt in Blake Ross v drugi polovici leta 2002. Ker so menili, da razvoj tedanje zbirke Mozilla Application Suite vodi v okoren program, nasičen s funkcijami, so ustvarili samostojen brskalnik, za katerega so nameravali, da bi nadomestil zbirko programov. Projekt je kmalu imel več uporabnikov kot zbirka programov Mozilla, zato se je Mozilla Foundation odločila, da bo zbirko počasi zamenjala s samostojnima programoma Firefox in Thunderbird, razvoj zbirke pa predala novo oblikovani samostojni skupnosti SeaMonkey.

### Ime
Mozilla Firefox je v svojih začetkih nekajkrat zamenjal ime. V poskusni različici so ga klicali m/b (mozilla/browser), ko pa so septembra 2002 brskalnik preizkusili, so ga poimenovali Phoenix; ime (feniks) naj bi predstavljalo brskalnik, ki se je rodil iz pepela Netscape Navigatorja. Tako se je imenoval do 14. aprila 2003, ko so morali ime zamenjati zaradi težav z blagovno znamko Phoenix Technologies. Preimenovali so ga v Firebird, kar pa je bilo že uporabljeno kot ime prostega programa za upravljanje baze podatkov. V izogib zmedi je Mozilla Foundation ime brskalnika spremenila v Mozilla Firebird, vendar je skupnost FLOSS zahtevala še eno spremembo. Tako je 9. februarja 2004 Mozilla Firebird postal Mozilla Firefox ali krajše Firefox.
Da bi se zavarovali pred novimi spremembami imena, je Mozilla Foundation decembra 2003 pri Uradu za patente in trgovske znamke Združenih držav (angleško United States Patent and Trademark Office) sprožila postopek za registracijo imena Firefox kot zaščitne znamke.

## Značilnosti

### Funkcije
Firefox ima vgrajene vse pomembne funkcije brskalnikov: brskanje z zavihki, zaznamke, zasebno brskanje, integrirane spletne iskalnike (privzeto Google), blokiranje pojavnih oken, iskanje po besedilu strani, upravitelja prenosov, zaščito pred okuženimi in prevarantskimi stranmi, preverjanje črkovanja, brskanje z upoštevanjem lokacije ter sistem za preprosto dodajanje uporabnih dodatkov (opisan spodaj). Firefox tudi ponuja nabor orodij za razvijalce, kot so pregledovalnik DOM, konzola za napake in razhroščevalnik. Nedavno je bila v Firefox integrirana aplikacija Pocket za bralne sezname. Firefox Hello je bila vgrajena funkcija za videoklice, dodana v Firefox decembra 2014 kot poskus implementacije tehnologije WebRTC, vendar se med uporabniki ni prijela in je bila leta 2016 odstranjena.

#### Dodatki
Firefox omogoča dodajanje funkcij z razširitvami tretjih razvijalcev. Razširitve so bile prvotno pisane v XUL in XPCOM, ki pa so jima zaradi načrtovanih sprememb v zgradbi programa (vključno z novo večprocesno arhitekturo s kodnim imenom Electrolysis oz. E10S) Firefoxovi razvijalci ukinili podporo. Firefox je prevzel novi standard, znan kot WebExtensions, ki temelji na osnovi API-jev HTML in JavaScript ter deluje v večprocesni izdaji, vendar ne omogoča tolikšne stopnje dostopa do brskalnika. WebExtensions je bil kot stabilen uveden v Firefox 48 ter je edini podprti standard v različici 57 in novejših.
V Firefox je moč dodati tudi teme, ki spremenijo videz brskalnika. Deli tretjih programov, ki so dodani v Firefox, se imenujejo vtičniki, ki pa so bili nedavno zaradi uporabe zastarele tehnologije in sprememb v zgradbi programa ukinjeni (z izjemo Flash Playerja).

### Standardi
Firefox podpira veliko spletnih standardov: HTML (skoraj popolnoma HTML5), XML, XHTML, CSS, ECMAScript (JavaScript), DOM, MathML, DTD, XSL, XPath ter slikovne formate SVG, JPEG, GIF in PNG s podporo prosojnosti. Za izrisovanje uporablja tehnologijo Gecko in Spidermonkey za JavaScript.
Prva različica, ki je opravila preskus skladnosti s standardi Acid2, je bil Firefox 3.0. Mozilla je prvotno zatrjevala, da Firefox ne bo opravil preskusa Acid3, dokler bodo njegov del po njenem zastarele pisave SVG, ker pa so bile te septembra 2011 odstranjene iz preskusa Acid3, so Firefox 4 in novejše različice dosegle rezultat 100/100.
Firefox 38 in novejše različice v Windows Vista/7/8/8.1/10 podpirajo predvajanje videa, zaščitenega s HTML5 Encrypted Media Extensions (EME). Lastniški modul DRM zaradi večje zasebnosti in varnosti teče v ovoju odprte kode, ki mu omejuje dostop do sistema in ga oskrbi z naključnim ID-jem naprave za preprečevanje identificiranja posameznika in sledenja uporabnikom. Različice 38–51 za predvajanje vsebine z EME uporabljajo Adobe Primetime CDM, Firefox 47 in novejši pa vsebujejo Google Widevine CDM. Modula je mogoče onemogočiti na enak način kot vse vtičnike. Od uvedbe podpore EME obstajajo tudi izgradnje brez nje.

### Zasebnost
Firefox je zasnovan v skladu z načeli Mozille, ki poudarjajo pomen zasebnosti in odprtosti spleta. Za razliko od večine drugih spletnih brskalnikov je Firefox odprtokoden program, kar pomeni, da je njegova izvorna koda javno dostopna in zagotovo ne vsebuje prikrite vohunske ali neželene programske opreme. Firefox je uvedel veliko možnosti, namenjenih ščitenju zasebnosti uporabnikov, kot so tehnologija Brez sledenja (Do Not Track), vgrajena zaščita pred sledenjem v zasebnem brskanju in gumb za hitro brisanje podatkov brskanja. Mozilla je bila na podlagi anket, izvedenih med preko 100 000 prebivalci ZDA, večkrat prepoznana kot najbolj zaupanja vredno internetno podjetje na področju zasebnosti.

### Varnost
Z uporabo standardov SSL in TLS Firefox preprečuje komunikacije med strežniki z kriptografijo. Podpira pametne kartice za varnejšo prijavo na strežnike in sistem za sporočanje varnostnih lukenj. Dejstvo, da ima Mozilla Firefox manj varnostnih lukenj kot Internet Explorer, je bilo pogosto navedeno kot razlog za množičen prehod uporabnikov Internet Explorerja k Firefoxu. Firefox uporablja Googlovo storitev Varno brskanje za zaščito pred stranmi z zlonamerno programsko opremo in lažnim predstavljanjem.

### Lokalizacija
Firefox je trenutno preveden v 92 svetovnih jezikov, tudi v slovenščino. Lokalizacija poleg prevoda vključuje tudi regiji primerne privzete spletne iskalnike, podporo posebnih znakov in druge prilagoditve.

### Platforme
Namizna izdaja Firefoxa je uradno na voljo za Windows (10, 11), macOS (10.15 in novejši) in Linux, medtem ko Firefox za Android deluje na napravah Android in Firefox za iOS na Applovih napravah iPad, iPhone in iPod touch. V letih 2013 in 2014 je potekal razvoj izdaje Metro, optimizirane za naprave na dotik z Windows 8, vendar je bil projekt opuščen zaradi pomanjkanja zanimanja in preizkuševalcev. Najdejo pa se tudi neuradne različice, ki podpirajo preostale operacijske sisteme (FreeBSD, OS/2, Solaris, SkyOS).

## Izdaje
Nove različice Firefoxa izhajajo po principu "Rapid Release Cycle" vsakih 6 do 8 tednov. 

### Zgodovina različic
| Ime            | Različica | Razvojno ime       | Datum izdaje                                                     | Lastnosti in pomembne spremembe |
| -------------- | --------- | ------------------ | ---------------------------------------------------------------- | --- |
| Phoenix        | 0.1       | Pescadero          | 23. september 2002                                               | Prva izdaja z veliko programske kode Zbirke Mozilla. Brez namestitvenega programa. Nastavljiva orodna vrstica, upravitelj prenosov, brskanje z zavihki. |
| Firebird       | 0.6       | Glendale           | 17. maj 2003                                                     | Preimenovanje v Firebird. Nov videz (spremenjena privzeta tema), večji nabor nastavitev. Prva različica za macOS. |
| Firefox        | 0.8       | Royal Oak          | 9. februar 2004                                                  | Preimenovanje v Firefox. Prva izdaja z namestitvenim programom za Windows. Izboljšave uporabniškega vmesnika, način brez povezave, preprostejše dodajanje razširitev in tem. Tema "Pinstripe" za Mac. |
| Firefox        | 1.0       | Phoenix            | 9. november 2004                                                 | Izboljšano brskanje z zavihki, popravki uporabniškega vmesnika. |
| Firefox 1.5    | 1.5       | Deer Park          | 29. november 2005                                                | Vgrajeno samodejno posodabljanje, podpora vektorske grafike SVG in standardov W3C, preurejene nastavitve brskalnika, možnost za brisanje zgodovine brskanja, izboljšano zavračanje pojavnih oken. Nekateri kritizirajo hitrost. |
| Firefox 2      | 2.0       | Bon Echo           | 24. oktober 2006                                                 | Vgrajena zaščita proti zavajajočim stranem, zgodovina nedavno odprtih zavihkov, preverjanje črkovanja, samodejna obnovitev zadnje seje ob sesutju, predlogi iskanja, izboljšan upravitelj dodatkov, dodan upravitelj iskalnikov, bralnik virov RSS in Atom. Namestitvena datoteka za Windows uporablja Nullsoft Scriptable Install System (NSIS). |
| Firefox 3      | 3.0       | Gran Paradiso      | 17. junij 2008                                                   | Nove teme vmesnika glede na operacijski sistem. Izboljšana tehnologija za prikazovanje strani, preklop na grafično knjižnico cairo. Prva uradna izdaja, ki je v celoti opravila test upoštevanja standardov za izris strani Acid2. Konec podpore za Windows 95, 98, Me in NT≤4 in Mac OS X ≤10.3. |
| Firefox 3.5    | 3.5       | Shiretoko          | 30. junij 2009                                                   | Podpora za veliko novih spletnih standardov, na primer elemente <canvas>, <video> in <audio>. Zasebno brskanje, ki omogoča brskanje po spletu brez beleženja zgodovine, in možnost brskanja z upoštevanjem geolokacije. |
| Firefox 3.6    | 3.6       | Namoroka           | 21. januar 2010                                                  | Podpora za vse več spletnih standardov. Teme Persona, s katerimi uporabnik spremeni videz Firefoxa z enim klikom. Onemogočanje zastarelih različic vtičnikov oz. vstavkov ter obvestila o njihovih posodobitvah. Videoposnetki, ki jih predvaja sam Firefox, se lahko prikažejo čez cel zaslon. |
| Firefox 3.6    | 3.6.28    | Namoroka           | 13. marec 2012                                                   | Mozilla je za Firefox 3.6 izdajala posodobitve s popravki varnosti in stabilnosti tudi po izdaji Firefoxa 4 in novejših. Zadnja različica 3.x. Popravki varnosti in stabilnosti. |
| Firefox 4      | 4.0       | Tumucumaque        | 22. marec 2011                                                   | Večja podpora HTML5, CSS3 in WebGL ter stroj JavaScript JägerMonkey, ki deluje do šestkrat hitreje kot v različici 3.6. Popolnoma prenovljen uporabniški vmesnik (novi gumb Firefox z združenimi meniji, zavihki na vrhu ...). Prvi brskalnik z nastavitvijo "Brez sledenja (Do Not Track)", ki spletnim stranem sporoča, da uporabnik ne želi sledenja. Vgrajena storitev Sync/Usklajevanje, ki omogoča sinhronizacijo podatkov med več brskalniki Firefox na različnih računalnikih.                                                      |
| Firefox 5      | 5.0       |                    | 21. junij 2011                                                   | Izboljšana podpora za spletne standarde HTML5, CSS3, MathML in SMIL. |
| Firefox 5      | 5.0.1     | 11. julij 2011     |                                                                  | Izboljšana podpora za spletne standarde HTML5, CSS3, MathML in SMIL. |
| Firefox 6      | 6.0       |                    | 16. avgust 2011                                                  | Dodan upravitelj dovoljenj strani in označevanje domene v naslovni vrstici. |
| Firefox 6      | 6.0.1     | 30. avgust 2011    |                                                                  | Dodan upravitelj dovoljenj strani in označevanje domene v naslovni vrstici. |
| Firefox 6      | 6.0.2     | 6. september 2011  |                                                                  | Dodan upravitelj dovoljenj strani in označevanje domene v naslovni vrstici. |
| Firefox 7      | 7.0       |                    | 27. september 2011                                               | Optimizirana poraba pomnilnika, dodana možnost pošiljanja telemetrije. |
| Firefox 7      | 7.0.1     | 29. september 2011 |                                                                  | Optimizirana poraba pomnilnika, dodana možnost pošiljanja telemetrije. |
| Firefox 8      | 8.0       |                    | 8. november 2011                                                 | |
| Firefox 8      | 8.0.1     | 21. november 2011  |                                                                  | |
| Firefox 9      | 9.0       |                    | 20. december 2011                                                | Izboljšave v sistemu Mac OS X 10.7. |
| Firefox 9      | 9.0.1     | 21. december 2011  |                                                                  | Izboljšave v sistemu Mac OS X 10.7. |
| Firefox 10     | 10.0      |                    | 31. januar 2012                                                  | Izboljšana združljivost dodatkov. Gumb "Naprej" ostane skrit, dokler ni uporabljen gumb "Nazaj". Osnova za Firefox ESR 10. |
| Firefox 10     | 10.0.1    | 10. februar 2012   |                                                                  | Izboljšana združljivost dodatkov. Gumb "Naprej" ostane skrit, dokler ni uporabljen gumb "Nazaj". Osnova za Firefox ESR 10. |
| Firefox 10     | 10.0.2    | 16. februar 2012   |                                                                  | Izboljšana združljivost dodatkov. Gumb "Naprej" ostane skrit, dokler ni uporabljen gumb "Nazaj". Osnova za Firefox ESR 10. |
| Firefox 11     | 11.0      |                    | 13. marec 2012                                                   | Dodana možnost uvoza podatkov iz Google Chroma in sinhronizacija dodatkov. |
| Firefox 12     | 12.0      |                    | 24. april 2012                                                   | Omogočeno posodabljanje brez prikaza okna nadzora uporabniškega računa sistema Windows. |
| Firefox 13     | 13.0      |                    | 5. junij 2012                                                    | Dodana privzeta domača stran s poljem za iskanje po spletu in stran novega zavihka s povezavami do najbolj obiskanih spletnih strani. |
| Firefox 13     | 13.0.1    | 15. junij 2012     |                                                                  | Dodana privzeta domača stran s poljem za iskanje po spletu in stran novega zavihka s povezavami do najbolj obiskanih spletnih strani. |
| Firefox 14     | 14.0.1    |                    | 17. julij 2012                                                   | Samodejno dokončanje spletnih naslovov, iskalnik Google začne uporabljati HTTPS. |
| Firefox 15     | 15.0      |                    | 28. avgust 2012                                                  | Samodejne posodobitve v ozadju. Izboljšave podpore za WebGL. |
| Firefox 15     | 15.0.1    | 6. september 2012  |                                                                  | Samodejne posodobitve v ozadju. Izboljšave podpore za WebGL. |
| Firefox 16     | 16.0      |                    | 9. oktober 2012                                                  | |
| Firefox 16     | 16.0.1    | 11. oktober 2012   |                                                                  | |
| Firefox 16     | 16.0.2    | 26. oktober 2012   |                                                                  | |
| Firefox 17     | 17.0      |                    | 20. november 2012                                                | Uporabnik mora ročno omogočiti izvajanje zastarelih vtičnikov (click-to-play). Dodana podpora za API-je družabnih omrežij. Osnova za Firefox ESR 17. |
| Firefox 17     | 17.0.1    | 30. november 2012  |                                                                  | Uporabnik mora ročno omogočiti izvajanje zastarelih vtičnikov (click-to-play). Dodana podpora za API-je družabnih omrežij. Osnova za Firefox ESR 17. |
| Firefox 18     | 18.0      |                    | 8. januar 2013                                                   | Prva podpora tehnologije WebRTC. |
| Firefox 18     | 18.0.1    | 18. januar 2013    |                                                                  | Prva podpora tehnologije WebRTC. |
| Firefox 18     | 18.0.2    | 5. februar 2013    |                                                                  | Prva podpora tehnologije WebRTC. |
| Firefox 19     | 19.0      |                    | 19. februar 2013                                                 | Vgrajen pregledovalnik datotek PDF, hitrejši zagon programa. |
| Firefox 19     | 19.0.1    | 27. februar 2013   |                                                                  | Vgrajen pregledovalnik datotek PDF, hitrejši zagon programa. |
| Firefox 19     | 19.0.2    | 7. marec 2013      |                                                                  | Vgrajen pregledovalnik datotek PDF, hitrejši zagon programa. |
| Firefox 20     | 20.0      |                    | 2. april 2013                                                    | Zasebno brskanje omogočeno v ločenem oknu. Izboljšan upravitelj prenosov. |
| Firefox 20     | 20.0.1    | 10. april 2013     |                                                                  | Zasebno brskanje omogočeno v ločenem oknu. Izboljšan upravitelj prenosov. |
| Firefox 21     | 21.0      |                    | 14. maj 2013                                                     | Dodana stran "Zdravniško spričevalo" z informacijami o učinkovitosti delovanja in uporabi. Razširjena nastavitev "Brez sledenja". |
| Firefox 22     | 22.0      |                    | 25. junij 2013                                                   | WebRTC privzeto omogočen, izboljšave vmesnika. |
| Firefox 23     | 23.0      |                    | 6. avgust 2013                                                   | Posodobljen logotip Firefoxa, blokiranje vsebine HTTP na straneh HTTPS. |
| Firefox 23     | 23.0.1    | 16. avgust 2013    |                                                                  | Posodobljen logotip Firefoxa, blokiranje vsebine HTTP na straneh HTTPS. |
| Firefox 24     | 24.0      |                    | 17. september 2013                                               | Osnova za Firefox ESR 24. |
| Firefox 25     | 25.0      |                    | 29. oktober 2013                                                 | Podpora za API Web Audio. Izboljšave vmesnika. |
| Firefox 25     | 25.0.1    | 15. november 2013  |                                                                  | Podpora za API Web Audio. Izboljšave vmesnika. |
| Firefox 26     | 26.0      |                    | 10. december 2013                                                | Nastavitev večine vtičnikov na ročno aktivacijo (click-to-play), izboljšana podpora večpredstavnosti. |
| Firefox 27     | 27.0      |                    | 4. februar 2014                                                  | |
| Firefox 27     | 27.0.1    | 13. februar 2014   |                                                                  | |
| Firefox 28     | 28.0      |                    | 18. marec 2014                                                   | Izboljšana podpora večpredstavnosti. |
| Firefox 29     | 29.0      | Australis          | 29. april 2014                                                   | Popolnoma prenovljen uporabniški vmesnik (Australis) z novim prilagodljivim menijem na desni strani orodne vrstice in zakrivljenimi zavihki. Novi vmesnik je bil deležen tako pohval kot kritik uporabnikov, ki se jim je zdel preveč podoben Chromu. Odstranjena vrstica dodatkov, zato dodatki odslej dodajajo svoje gumbe v glavno orodno vrstico. Nova različica storitve za sinhronizacijo podatkov na osnovi Firefox Računov. |
| Firefox 29     | 29.0.1    | Australis          | 9. maj 2014                                                      | Popolnoma prenovljen uporabniški vmesnik (Australis) z novim prilagodljivim menijem na desni strani orodne vrstice in zakrivljenimi zavihki. Novi vmesnik je bil deležen tako pohval kot kritik uporabnikov, ki se jim je zdel preveč podoben Chromu. Odstranjena vrstica dodatkov, zato dodatki odslej dodajajo svoje gumbe v glavno orodno vrstico. Nova različica storitve za sinhronizacijo podatkov na osnovi Firefox Računov. |
| Firefox 30     | 30.0      |                    | 10. junij 2014                                                   | |
| Firefox 31     | 31.0      |                    | 22. julij 2014                                                   | Dodana zaščita pred zlonamernimi prenosi in vrstica za iskanje na stran novega zavihka. Osnova za Firefox ESR 31. |
| Firefox 32     | 32.0      |                    | 2. september 2014                                                | Manjše izboljšave vmesnika (gumbi za krmarjenje v priročnem meniju, prikaz števila zadetkov vrstice Najdi na strani), izboljšave predpomnilnika. Sledeče manjše izdaje odpravljajo razne napake in varnostne ranljivosti. |
| Firefox 32     | 32.0.1    | 12. september 2014 |                                                                  | Manjše izboljšave vmesnika (gumbi za krmarjenje v priročnem meniju, prikaz števila zadetkov vrstice Najdi na strani), izboljšave predpomnilnika. Sledeče manjše izdaje odpravljajo razne napake in varnostne ranljivosti. |
| Firefox 32     | 32.0.2    | 18. september 2014 |                                                                  | Manjše izboljšave vmesnika (gumbi za krmarjenje v priročnem meniju, prikaz števila zadetkov vrstice Najdi na strani), izboljšave predpomnilnika. Sledeče manjše izdaje odpravljajo razne napake in varnostne ranljivosti. |
| Firefox 32     | 32.0.3    | 24. september 2014 |                                                                  | Manjše izboljšave vmesnika (gumbi za krmarjenje v priročnem meniju, prikaz števila zadetkov vrstice Najdi na strani), izboljšave predpomnilnika. Sledeče manjše izdaje odpravljajo razne napake in varnostne ranljivosti. |
| Firefox 33     | 33.0      |                    | 13. oktober 2014                                                 | Razne izboljšave "zaledja" in delovanja, med drugim OMTC (Off-Main-Thread Compositing), ki pa je v kombinaciji z nekaterimi gonilniki povzročal sesutja, odpravljena v kasnejših izdajah |
| Firefox 33     | 33.0.1    | 24. oktober 2014   |                                                                  | Razne izboljšave "zaledja" in delovanja, med drugim OMTC (Off-Main-Thread Compositing), ki pa je v kombinaciji z nekaterimi gonilniki povzročal sesutja, odpravljena v kasnejših izdajah |
| Firefox 33     | 33.0.2    | 28. oktober 2014   |                                                                  | Razne izboljšave "zaledja" in delovanja, med drugim OMTC (Off-Main-Thread Compositing), ki pa je v kombinaciji z nekaterimi gonilniki povzročal sesutja, odpravljena v kasnejših izdajah |
| Firefox 33     | 33.0.3    | 6. november 2014   |                                                                  | Razne izboljšave "zaledja" in delovanja, med drugim OMTC (Off-Main-Thread Compositing), ki pa je v kombinaciji z nekaterimi gonilniki povzročal sesutja, odpravljena v kasnejših izdajah |
| Firefox 33.1   | 33.1.0    |                    | 10. november 2014                                                | Posebna izdaja v počastitev desete obletnice izdaje prve uradne različice Firefoxa. Dodan gumb "Pozabi" za hitro brisanje zgodovine in brskalnik DuckDuckGo. |
| Firefox 33.1   | 33.1.1    | 14. november 2014  |                                                                  | Posebna izdaja v počastitev desete obletnice izdaje prve uradne različice Firefoxa. Dodan gumb "Pozabi" za hitro brisanje zgodovine in brskalnik DuckDuckGo. |
| Firefox 34     | 34.0      |                    | 1. december 2014                                                 | Izboljšana vrstica za iskanje (samo v angleški različici), odjemalec Firefox Hello za videoklice, razni vizualni popravki za Mac OS X 10.10. |
| Firefox 34     | 34.0.5    | 1. december 2014   | (samo angleška različica) Privzeti iskalnik spremenjen na Yahoo. | |
| Firefox 35     | 35.0      |                    | 13. januar 2015                                                  | Izboljšave Firefox Hello, izboljšana vrstica za iskanje (ki omogoča preprosta enkratna iskanja z drugimi iskalniki) vključena v slovensko in večino drugih izdaj. |
| Firefox 35     | 35.0.1    | 26, januar 2015    |                                                                  | Izboljšave Firefox Hello, izboljšana vrstica za iskanje (ki omogoča preprosta enkratna iskanja z drugimi iskalniki) vključena v slovensko in večino drugih izdaj. |
| Firefox 36     | 36.0      |                    | 24. februar 2015                                                 | Polna podpora za protokol HTTP/2 in omogočena sinhronizacija ploščic na strani novega zavihka. Različica 36.0.1 je odpravila razne napake in sesutja, 36.0.3 in 36.0.4 pa sta vključevali popravke varnostnih težav, odkritih na Zero Day Initiative. |
| Firefox 36     | 36.0.1    | 5. marec 2015      |                                                                  | Polna podpora za protokol HTTP/2 in omogočena sinhronizacija ploščic na strani novega zavihka. Različica 36.0.1 je odpravila razne napake in sesutja, 36.0.3 in 36.0.4 pa sta vključevali popravke varnostnih težav, odkritih na Zero Day Initiative. |
| Firefox 36     | 36.0.3    | 20. marec 2015     |                                                                  | Polna podpora za protokol HTTP/2 in omogočena sinhronizacija ploščic na strani novega zavihka. Različica 36.0.1 je odpravila razne napake in sesutja, 36.0.3 in 36.0.4 pa sta vključevali popravke varnostnih težav, odkritih na Zero Day Initiative. |
| Firefox 36     | 36.0.4    | 21. marec 2015     |                                                                  | Polna podpora za protokol HTTP/2 in omogočena sinhronizacija ploščic na strani novega zavihka. Različica 36.0.1 je odpravila razne napake in sesutja, 36.0.3 in 36.0.4 pa sta vključevali popravke varnostnih težav, odkritih na Zero Day Initiative. |
| Firefox 37     | 37.0      |                    | 31. marec 2015                                                   | Sistem za povratne informacije Heartbeat in razne varnostne izboljšave. |
| Firefox 37     | 37.0.1    | 3. april 2015      |                                                                  | Sistem za povratne informacije Heartbeat in razne varnostne izboljšave. |
| Firefox 37     | 37.0.2    | 20. april 2015     |                                                                  | Sistem za povratne informacije Heartbeat in razne varnostne izboljšave. |
| Firefox 38     | 38.0      |                    | 12. maj 2015                                                     | Nov vmesnik za nastavitve (na zavihku namesto v posebnem oknu). Podpora za predvajanje vsebine DRM HTML5 z uporabo modula Adobe Primetime CDM. Osnova za Firefox ESR 38. |
| Firefox 38     | 38.0.1    | 14. maj 2015       |                                                                  | Nov vmesnik za nastavitve (na zavihku namesto v posebnem oknu). Podpora za predvajanje vsebine DRM HTML5 z uporabo modula Adobe Primetime CDM. Osnova za Firefox ESR 38. |
| Firefox 38.0.5 | 38.0.5    |                    | 2. junij 2015                                                    | Posebna izdaja. Nova možnost bralnega pogleda za lažje branje strani brez motečih elementov in integrirana storitev Pocket za shranjevanje bralnega seznama (samo angleška, nemška, japonska, ruska in španska izdaja). Možnost skupne rabe strani prek Firefox Hello. |
| Firefox 39     | 39.0      |                    | 2. julij 2015                                                    | Možnost Firefox Hello za deljenje povezave prek družbenih omrežij. |
| Firefox 39     | 39.0.3    | 6. avgust 2015     |                                                                  | Možnost Firefox Hello za deljenje povezave prek družbenih omrežij. |
| Firefox 40     | 40.0      |                    | 11. avgust 2015                                                  | Podpora za Windows 10. Dodana zaščita pred neželeno programsko opremo in pred nepodpisanimi dodatki (opozorilo pred namestitvijo). Nov videz upravitelja dodatkov. |
| Firefox 40     | 40.0.2    | 13. avgust 2015    |                                                                  | Podpora za Windows 10. Dodana zaščita pred neželeno programsko opremo in pred nepodpisanimi dodatki (opozorilo pred namestitvijo). Nov videz upravitelja dodatkov. |
| Firefox 40     | 40.0.3    | 27. avgust 2015    |                                                                  | Podpora za Windows 10. Dodana zaščita pred neželeno programsko opremo in pred nepodpisanimi dodatki (opozorilo pred namestitvijo). Nov videz upravitelja dodatkov. |
| Firefox 41     | 41.0      |                    | 22. september 2015                                               | |
| Firefox 41     | 41.0.1    | 30. september 2015 |                                                                  | |
| Firefox 41     | 41.0.2    | 15. oktober 2015   |                                                                  | |
| Firefox 42     | 42.0      |                    | 3. november 2015                                                 | Zasebno brskanje z zaščito pred sledenjem. Plošča nadzornega središča na levi naslovne vrstice. Izboljšan upravitelj gesel in WebRTC. |
| Firefox 43     | 43.0      |                    | 15. december 2015                                                | Dodatne možnosti zasebnega brskanja z zaščito pred sledenjem. Uradna 64-bitna različica za Windows na voljo na strani za prenos. Možnost predlogov iskanja iz naslovne vrstice. Dokončno onemogočeno nameščanje in uporaba nepodpisanih dodatkov. Namestitveni program različice 43.0.2 začne uporabljati podpisno digitalno potrdilo SHA-256, zaradi česar ga ni več mogoče zagnati v Windows XP SP2. |
| Firefox 43     | 43.0.1    | 18. december 2015  |                                                                  | Dodatne možnosti zasebnega brskanja z zaščito pred sledenjem. Uradna 64-bitna različica za Windows na voljo na strani za prenos. Možnost predlogov iskanja iz naslovne vrstice. Dokončno onemogočeno nameščanje in uporaba nepodpisanih dodatkov. Namestitveni program različice 43.0.2 začne uporabljati podpisno digitalno potrdilo SHA-256, zaradi česar ga ni več mogoče zagnati v Windows XP SP2. |
| Firefox 43     | 43.0.2    | 22. december 2015  |                                                                  | Dodatne možnosti zasebnega brskanja z zaščito pred sledenjem. Uradna 64-bitna različica za Windows na voljo na strani za prenos. Možnost predlogov iskanja iz naslovne vrstice. Dokončno onemogočeno nameščanje in uporaba nepodpisanih dodatkov. Namestitveni program različice 43.0.2 začne uporabljati podpisno digitalno potrdilo SHA-256, zaradi česar ga ni več mogoče zagnati v Windows XP SP2. |
| Firefox 43     | 43.0.3    | 28. december 2015  |                                                                  | Dodatne možnosti zasebnega brskanja z zaščito pred sledenjem. Uradna 64-bitna različica za Windows na voljo na strani za prenos. Možnost predlogov iskanja iz naslovne vrstice. Dokončno onemogočeno nameščanje in uporaba nepodpisanih dodatkov. Namestitveni program različice 43.0.2 začne uporabljati podpisno digitalno potrdilo SHA-256, zaradi česar ga ni več mogoče zagnati v Windows XP SP2. |
| Firefox 43     | 43.0.4    | 6. januar 2016     |                                                                  | Dodatne možnosti zasebnega brskanja z zaščito pred sledenjem. Uradna 64-bitna različica za Windows na voljo na strani za prenos. Možnost predlogov iskanja iz naslovne vrstice. Dokončno onemogočeno nameščanje in uporaba nepodpisanih dodatkov. Namestitveni program različice 43.0.2 začne uporabljati podpisno digitalno potrdilo SHA-256, zaradi česar ga ni več mogoče zagnati v Windows XP SP2. |
| Firefox 44     | 44.0      |                    | 26. januar 2016                                                  | Strani lahko brskalniku pošiljajo obvestila Push za uporabnika. Izboljšane opozorilne strani za napake digitalnih potrdil in zaupanja nevredne povezave. |
| Firefox 44     | 44.0.1    | 8. februar 2016    |                                                                  | Strani lahko brskalniku pošiljajo obvestila Push za uporabnika. Izboljšane opozorilne strani za napake digitalnih potrdil in zaupanja nevredne povezave. |
| Firefox 44     | 44.0.2    | 11. februar 2016   |                                                                  | Strani lahko brskalniku pošiljajo obvestila Push za uporabnika. Izboljšane opozorilne strani za napake digitalnih potrdil in zaupanja nevredne povezave. |
| Firefox 45     | 45.0      |                    | 8. marec 2016                                                    | Preprost ogled sinhroniziranih zavihkov z drugih naprav. Odstranjena možnost skupin zavihkov. Izboljšave Firefox Hello. Osnova za Firefox ESR 45. |
| Firefox 45     | 45.0.1    | 16. marec 2016     |                                                                  | Preprost ogled sinhroniziranih zavihkov z drugih naprav. Odstranjena možnost skupin zavihkov. Izboljšave Firefox Hello. Osnova za Firefox ESR 45. |
| Firefox 45     | 45.0.2    | 11. april 2016     |                                                                  | Preprost ogled sinhroniziranih zavihkov z drugih naprav. Odstranjena možnost skupin zavihkov. Izboljšave Firefox Hello. Osnova za Firefox ESR 45. |
| Firefox 46     | 46.0      |                    | 26. april 2016                                                   | |
| Firefox 46     | 46.0.1    | 3. maj 2016        |                                                                  | |
| Firefox 47     | 47.0      |                    | 7. junij 2016                                                    | Podpora za Google Widevine CDM za predvajanje vsebine DRM. |
| Firefox 47     | 47.0.1    | 28. junij 2016     |                                                                  | Podpora za Google Widevine CDM za predvajanje vsebine DRM. |
| Firefox 47     | 47.0.2    | 1. november 2016   |                                                                  | Podpora za Google Widevine CDM za predvajanje vsebine DRM. |
| Firefox 48     | 48.0      |                    | 2. avgust 2016                                                   | Izboljšana zaščita pred zlonamernimi prenosi. Omogočen večprocesni način za manjši del uporabnikov. |
| Firefox 48     | 48.0.1    | 18. avgust 2016    |                                                                  | Izboljšana zaščita pred zlonamernimi prenosi. Omogočen večprocesni način za manjši del uporabnikov. |
| Firefox 48     | 48.0.2    | 24. avgust 2016    |                                                                  | Izboljšana zaščita pred zlonamernimi prenosi. Omogočen večprocesni način za manjši del uporabnikov. |
| Firefox 49     | 49.0      |                    | 20. september 2016                                               | Odstranjen Firefox Hello. Konec podpore za Mac OS X <10.8. Izboljšanje predstavnostnih možnosti. |
| Firefox 49     | 49.0.1    | 23. september 2016 |                                                                  | Odstranjen Firefox Hello. Konec podpore za Mac OS X <10.8. Izboljšanje predstavnostnih možnosti. |
| Firefox 49     | 49.0.2    | 20. oktober 2016   |                                                                  | Odstranjen Firefox Hello. Konec podpore za Mac OS X <10.8. Izboljšanje predstavnostnih možnosti. |
| Firefox 50     | 50.0      |                    | 15. november 2016                                                | Večprocesni način in WebGL omogočena pri več uporabnikih. Razne izboljšave delovanja. |
| Firefox 50     | 50.0.1    | 28. november 2016  |                                                                  | Večprocesni način in WebGL omogočena pri več uporabnikih. Razne izboljšave delovanja. |
| Firefox 50     | 50.0.2    | 30. november 2016  |                                                                  | Večprocesni način in WebGL omogočena pri več uporabnikih. Razne izboljšave delovanja. |
| Firefox 50     | 50.1.0    | 13. december 2016  |                                                                  | Večprocesni način in WebGL omogočena pri več uporabnikih. Razne izboljšave delovanja. |
| Firefox 51     | 51.0      |                    | 24. januar 2017                                                  | Opozorilo v naslovni vrstici na straneh za prijavo brez povezave HTTPS. Podpora za FLAC in WebGL 2. Prikaz stopnje povečave v naslovni vrstici. |
| Firefox 51     | 51.0.1    | 26. januar 2017    |                                                                  | Opozorilo v naslovni vrstici na straneh za prijavo brez povezave HTTPS. Podpora za FLAC in WebGL 2. Prikaz stopnje povečave v naslovni vrstici. |
| Firefox 52     | 52.0      |                    | 7. marec 2017                                                    | Opozorilo pri vnašanju gesla na stran brez povezave HTTPS. Podpora za standard WebAssembly. Izboljšan vmesnik za prenose. Konec podpore za vse vtičnike NPAPI, razen Adobe Flash. Zadnja različica, ki podpira Windows XP in Vista. Osnova za Firefox ESR 52, ki je prva večprocesna različica ESR in obenem zadnja veja podpore za uporabnike, ki so želeli obdržati podporo za vtičnike NPAPI, za razširitve XUL/XPCOM in stari "pred-quantumski" vmesnik (ESR 52 podprt do avgusta 2018).                                                |
| Firefox 52     | 52.0.1    | 17. marec 2017     |                                                                  | Opozorilo pri vnašanju gesla na stran brez povezave HTTPS. Podpora za standard WebAssembly. Izboljšan vmesnik za prenose. Konec podpore za vse vtičnike NPAPI, razen Adobe Flash. Zadnja različica, ki podpira Windows XP in Vista. Osnova za Firefox ESR 52, ki je prva večprocesna različica ESR in obenem zadnja veja podpore za uporabnike, ki so želeli obdržati podporo za vtičnike NPAPI, za razširitve XUL/XPCOM in stari "pred-quantumski" vmesnik (ESR 52 podprt do avgusta 2018).                                                |
| Firefox 52     | 52.0.2    | 28. marec 2017     |                                                                  | Opozorilo pri vnašanju gesla na stran brez povezave HTTPS. Podpora za standard WebAssembly. Izboljšan vmesnik za prenose. Konec podpore za vse vtičnike NPAPI, razen Adobe Flash. Zadnja različica, ki podpira Windows XP in Vista. Osnova za Firefox ESR 52, ki je prva večprocesna različica ESR in obenem zadnja veja podpore za uporabnike, ki so želeli obdržati podporo za vtičnike NPAPI, za razširitve XUL/XPCOM in stari "pred-quantumski" vmesnik (ESR 52 podprt do avgusta 2018).                                                |
| Firefox 53     | 53.0      |                    | 19. april 2017                                                   | Dodani temna in svetla strnjena privzeta tema. Ločen proces izrisovanja grafike (Quantum Compositor). Konec podpore za Windows XP/Vista ter 32-bitni macOS. |
| Firefox 53     | 53.0.2    | 5. maj 2017        |                                                                  | Dodani temna in svetla strnjena privzeta tema. Ločen proces izrisovanja grafike (Quantum Compositor). Konec podpore za Windows XP/Vista ter 32-bitni macOS. |
| Firefox 53     | 53.0.3    | 19. maj 2017       |                                                                  | Dodani temna in svetla strnjena privzeta tema. Ločen proces izrisovanja grafike (Quantum Compositor). Konec podpore za Windows XP/Vista ter 32-bitni macOS. |
| Firefox 54     | 54.0      |                    | 13. junij 2017                                                   | Do 4 ločeni procesi za različne zavihke, kar pomeni večjo hitrost in zanesljivost delovanja (posamezna stran ima manjši vpliv na odzivnost drugih delov brskalnika). Poenostavljena plošča in gumb za prenose. |
| Firefox 54     | 54.0.1    | 29. junij 2017     |                                                                  | Do 4 ločeni procesi za različne zavihke, kar pomeni večjo hitrost in zanesljivost delovanja (posamezna stran ima manjši vpliv na odzivnost drugih delov brskalnika). Poenostavljena plošča in gumb za prenose. |
| Firefox 55     | 55.0      |                    | 8. avgust 2017                                                   | Možnost enkratnih iskanj z drugimi iskalniki tudi iz naslovne vrstice. Nastavitve učinkovitosti delovanja (npr. števila procesov) so dodane na stran Možnosti. Uvedena podpora za poskusno tehnologijo navidezne resničnosti WebVR. Posodobitev spletnega namestitvenega programa. |
| Firefox 55     | 55.0.1    | 10. avgust 2017    |                                                                  | Možnost enkratnih iskanj z drugimi iskalniki tudi iz naslovne vrstice. Nastavitve učinkovitosti delovanja (npr. števila procesov) so dodane na stran Možnosti. Uvedena podpora za poskusno tehnologijo navidezne resničnosti WebVR. Posodobitev spletnega namestitvenega programa. |
| Firefox 55     | 55.0.2    | 16. avgust 2017    |                                                                  | Možnost enkratnih iskanj z drugimi iskalniki tudi iz naslovne vrstice. Nastavitve učinkovitosti delovanja (npr. števila procesov) so dodane na stran Možnosti. Uvedena podpora za poskusno tehnologijo navidezne resničnosti WebVR. Posodobitev spletnega namestitvenega programa. |
| Firefox 55     | 55.0.3    | 25. avgust 2017    |                                                                  | Možnost enkratnih iskanj z drugimi iskalniki tudi iz naslovne vrstice. Nastavitve učinkovitosti delovanja (npr. števila procesov) so dodane na stran Možnosti. Uvedena podpora za poskusno tehnologijo navidezne resničnosti WebVR. Posodobitev spletnega namestitvenega programa. |
| Firefox 56     | 56.0      |                    | 28. september 2017                                               | Dodana storitev Firefox Screenshots za zajemanje posnetkov zaslona v brskalniku. Preurejene nastavitve. Izdaja 56.0.1 preseli uporabnike 32-bitnega Firefoxa na 64-bitnih sistemih Windows na 64-bitno različico. |
| Firefox 56     | 56.0.1    | 9. oktober 2017    |                                                                  | Dodana storitev Firefox Screenshots za zajemanje posnetkov zaslona v brskalniku. Preurejene nastavitve. Izdaja 56.0.1 preseli uporabnike 32-bitnega Firefoxa na 64-bitnih sistemih Windows na 64-bitno različico. |
| Firefox 56     | 56.0.2    | 26. oktober 2017   |                                                                  | Dodana storitev Firefox Screenshots za zajemanje posnetkov zaslona v brskalniku. Preurejene nastavitve. Izdaja 56.0.1 preseli uporabnike 32-bitnega Firefoxa na 64-bitnih sistemih Windows na 64-bitno različico. |
| Firefox 57     | 57.0      | Quantum            | 14. november 2017                                                | Popolnoma prenovljene nekatere komponente za upodabljanje spletnih strani. Ena od večjih novosti je uporaba vzporedne obdelave za hitrejše nalaganje in izrisovanje. Prenovljen uporabniški vmesnik s kvadratnimi zavihki in novimi ikonami ter novim, neprilagodljivim menijem. Možnost združenja naslovne in iskalne vrstice v eno vrstico. Nova stran novega zavihka, ki vključuje najpogosteje in nedavno obiskane strani skupaj s predlaganimi članki (Activity Stream). Konec podpore za vtičnike, razvite v standardih XUL in XPCOM. |
| Firefox 57     | 57.0.1    | Quantum            | 29. november 2017                                                | Popolnoma prenovljene nekatere komponente za upodabljanje spletnih strani. Ena od večjih novosti je uporaba vzporedne obdelave za hitrejše nalaganje in izrisovanje. Prenovljen uporabniški vmesnik s kvadratnimi zavihki in novimi ikonami ter novim, neprilagodljivim menijem. Možnost združenja naslovne in iskalne vrstice v eno vrstico. Nova stran novega zavihka, ki vključuje najpogosteje in nedavno obiskane strani skupaj s predlaganimi članki (Activity Stream). Konec podpore za vtičnike, razvite v standardih XUL in XPCOM. |
| Firefox 57     | 57.0.2    | Quantum            | 7. december 2017                                                 | Popolnoma prenovljene nekatere komponente za upodabljanje spletnih strani. Ena od večjih novosti je uporaba vzporedne obdelave za hitrejše nalaganje in izrisovanje. Prenovljen uporabniški vmesnik s kvadratnimi zavihki in novimi ikonami ter novim, neprilagodljivim menijem. Možnost združenja naslovne in iskalne vrstice v eno vrstico. Nova stran novega zavihka, ki vključuje najpogosteje in nedavno obiskane strani skupaj s predlaganimi članki (Activity Stream). Konec podpore za vtičnike, razvite v standardih XUL in XPCOM. |
| Firefox 57     | 57.0.3    | Quantum            | 28. december 2017                                                | Popolnoma prenovljene nekatere komponente za upodabljanje spletnih strani. Ena od večjih novosti je uporaba vzporedne obdelave za hitrejše nalaganje in izrisovanje. Prenovljen uporabniški vmesnik s kvadratnimi zavihki in novimi ikonami ter novim, neprilagodljivim menijem. Možnost združenja naslovne in iskalne vrstice v eno vrstico. Nova stran novega zavihka, ki vključuje najpogosteje in nedavno obiskane strani skupaj s predlaganimi članki (Activity Stream). Konec podpore za vtičnike, razvite v standardih XUL in XPCOM. |
| Firefox 57     | 57.0.4    | Quantum            | 4. januar 2018                                                   | Popolnoma prenovljene nekatere komponente za upodabljanje spletnih strani. Ena od večjih novosti je uporaba vzporedne obdelave za hitrejše nalaganje in izrisovanje. Prenovljen uporabniški vmesnik s kvadratnimi zavihki in novimi ikonami ter novim, neprilagodljivim menijem. Možnost združenja naslovne in iskalne vrstice v eno vrstico. Nova stran novega zavihka, ki vključuje najpogosteje in nedavno obiskane strani skupaj s predlaganimi članki (Activity Stream). Konec podpore za vtičnike, razvite v standardih XUL in XPCOM. |
| Firefox 58     | 58.0      |                    | 23. januar 2018                                                  | Izboljšave učinkovitosti delovanja, na primer izrisovanja grafike in obdelovanja JavaScripta. Dodana možnost samodejnega izpolnjevanja podatkov kreditnih kartic. Izboljšave možnosti Firefox Screenshots. |
| Firefox 58     | 58.0.1    | 29. januar 2018    |                                                                  | Izboljšave učinkovitosti delovanja, na primer izrisovanja grafike in obdelovanja JavaScripta. Dodana možnost samodejnega izpolnjevanja podatkov kreditnih kartic. Izboljšave možnosti Firefox Screenshots. |
| Firefox 58     | 58.0.2    | 7. februar 2018    |                                                                  | Izboljšave učinkovitosti delovanja, na primer izrisovanja grafike in obdelovanja JavaScripta. Dodana možnost samodejnega izpolnjevanja podatkov kreditnih kartic. Izboljšave možnosti Firefox Screenshots. |
| Firefox 59     | 59.0      |                    | 13. marec 2018                                                   | Nadaljnje izboljšave učinkovitosti delovanja. Izboljšave strani novega zavihka in razširitev orodja Firefox Screenshots. |
| Firefox 59     | 59.0.1    | 16. marec 2018     |                                                                  | Nadaljnje izboljšave učinkovitosti delovanja. Izboljšave strani novega zavihka in razširitev orodja Firefox Screenshots. |
| Firefox 59     | 59.0.2    | 26. marec 2018     |                                                                  | Nadaljnje izboljšave učinkovitosti delovanja. Izboljšave strani novega zavihka in razširitev orodja Firefox Screenshots. |
| Firefox 59     | 59.0.3    | 30. april 2018     |                                                                  | Nadaljnje izboljšave učinkovitosti delovanja. Izboljšave strani novega zavihka in razširitev orodja Firefox Screenshots. |
| Firefox 60     | 60.0      |                    | 9. maj 2018                                                      | Uvedena podpora skupinskih pravilnikov za podjetja (Group Policies for enterprise). Preurejene možnosti za upravljanje s piškotki in shranjenimi podatki spletnih mest. Nadaljnje izboljšave strani novega zavihka. Uporaba izrisovalnika CSS Quantum za uporabniški vmesnik. Osnova za Firefox ESR 60. |
| Firefox 60     | 60.0.1    | 16. maj 2018       |                                                                  | Uvedena podpora skupinskih pravilnikov za podjetja (Group Policies for enterprise). Preurejene možnosti za upravljanje s piškotki in shranjenimi podatki spletnih mest. Nadaljnje izboljšave strani novega zavihka. Uporaba izrisovalnika CSS Quantum za uporabniški vmesnik. Osnova za Firefox ESR 60. |
| Firefox 60     | 60.0.2    | 6. junij 2018      |                                                                  | Uvedena podpora skupinskih pravilnikov za podjetja (Group Policies for enterprise). Preurejene možnosti za upravljanje s piškotki in shranjenimi podatki spletnih mest. Nadaljnje izboljšave strani novega zavihka. Uporaba izrisovalnika CSS Quantum za uporabniški vmesnik. Osnova za Firefox ESR 60. |
| Firefox 61     | 61.0      |                    | 26. junij 2018                                                   | Izboljšave uporabniškega vmesnika in učinkovitosti delovanja. Premik nastavitev domače strani na ločeno ploščo v možnostih. |
| Firefox 61     | 61.0.1    | 5. julij 2018      |                                                                  | Izboljšave uporabniškega vmesnika in učinkovitosti delovanja. Premik nastavitev domače strani na ločeno ploščo v možnostih. |
| Firefox 61     | 61.0.2    | 8. avgust 2018     |                                                                  | Izboljšave uporabniškega vmesnika in učinkovitosti delovanja. Premik nastavitev domače strani na ločeno ploščo v možnostih. |
| Firefox 62     | 62.0      |                    | 5. september 2018                                                | Manjše izboljšave uporabniškega vmesnika, med drugim strani novega zavihka in zaznamkov. Z oznako različice 62.0.1 je izšla zgolj izdaja za Android (7. 9. 2018). |
| Firefox 62     | 62.0.2    | 21. september 2018 |                                                                  | Manjše izboljšave uporabniškega vmesnika, med drugim strani novega zavihka in zaznamkov. Z oznako različice 62.0.1 je izšla zgolj izdaja za Android (7. 9. 2018). |
| Firefox 62     | 62.0.3    | 2. oktober 2018    |                                                                  | Manjše izboljšave uporabniškega vmesnika, med drugim strani novega zavihka in zaznamkov. Z oznako različice 62.0.1 je izšla zgolj izdaja za Android (7. 9. 2018). |
| Firefox 63     | 63.0      |                    | 23. oktober 2018                                                 | Izboljšana zaščita pred sledenjem (odslej imenovana "zavračanje vsebine"). Izboljšave učinkovitosti delovanja. |
| Firefox 63     | 63.0.1    | 31. oktober 2018   |                                                                  | Izboljšana zaščita pred sledenjem (odslej imenovana "zavračanje vsebine"). Izboljšave učinkovitosti delovanja. |
| Firefox 63     | 63.0.3    | 15. november 2018  |                                                                  | Izboljšana zaščita pred sledenjem (odslej imenovana "zavračanje vsebine"). Izboljšave učinkovitosti delovanja. |
| Firefox 64     | 64.0      |                    | 11. december 2018                                                | Možnost izbire in dejanja za več zavihkov hkrati. Odstranitev privzeto vključenega odjemalca virov RSS (živih zaznamkov). Izboljšave učinkovitosti delovanja. |
| Firefox 64     | 64.0.2    | 9. januar 2019     |                                                                  | Možnost izbire in dejanja za več zavihkov hkrati. Odstranitev privzeto vključenega odjemalca virov RSS (živih zaznamkov). Izboljšave učinkovitosti delovanja. |
| Firefox 65     | 65.0      |                    | 29. januar 2019                                                  | Reorganizacija nastavitev zavračanja vsebine. Dodana uporabniška nastavitev za menjavo jezikov vmesnika in "upravitelj opravil", stran s podatki o porabi sredstev računalnika s strani posameznih spletnih strani in dodatkov. |
| Firefox 65     | 65.0.1    | 12. februar 2019   |                                                                  | Reorganizacija nastavitev zavračanja vsebine. Dodana uporabniška nastavitev za menjavo jezikov vmesnika in "upravitelj opravil", stran s podatki o porabi sredstev računalnika s strani posameznih spletnih strani in dodatkov. |
| Firefox 65     | 65.0.2    | 28. februar 2019   |                                                                  | Reorganizacija nastavitev zavračanja vsebine. Dodana uporabniška nastavitev za menjavo jezikov vmesnika in "upravitelj opravil", stran s podatki o porabi sredstev računalnika s strani posameznih spletnih strani in dodatkov. |
| Firefox 66     | 66.0      |                    | 19. marec 2019                                                   | Preprečitev samodejnega začetka predvajanja zvoka na spletnih straneh. Nova zasnova strani varnostnih napak. |
| Firefox 66     | 66.0.1    | 22. marec 2019     |                                                                  | Preprečitev samodejnega začetka predvajanja zvoka na spletnih straneh. Nova zasnova strani varnostnih napak. |
| Firefox 66     | 66.0.2    | 27. marec 2019     |                                                                  | Preprečitev samodejnega začetka predvajanja zvoka na spletnih straneh. Nova zasnova strani varnostnih napak. |
| Firefox 66     | 66.0.3    | 10. april 2019     |                                                                  | Preprečitev samodejnega začetka predvajanja zvoka na spletnih straneh. Nova zasnova strani varnostnih napak. |
| Firefox 66     | 66.0.4    | 5. maj 2019        |                                                                  | Preprečitev samodejnega začetka predvajanja zvoka na spletnih straneh. Nova zasnova strani varnostnih napak. |
| Firefox 66     | 66.0.5    | 7. maj 2019        |                                                                  | Preprečitev samodejnega začetka predvajanja zvoka na spletnih straneh. Nova zasnova strani varnostnih napak. |
| Firefox 67     | 67.0      |                    | 21. maj 2019                                                     | Dodana možnost blokiranja skriptov, namenjenih rudarjenju kriptovalut in zbiranju "prstnih odtisov" naprav (fingerprinting). Privzeto onemogočeno delovanje razširitev v zasebnem brskanju. Dodan gumb Firefox Računa v orodno vrstico. Izboljšave učinkovitosti delovanja. |
| Firefox 67     | 67.0.1    | 4. junij 2019      |                                                                  | Dodana možnost blokiranja skriptov, namenjenih rudarjenju kriptovalut in zbiranju "prstnih odtisov" naprav (fingerprinting). Privzeto onemogočeno delovanje razširitev v zasebnem brskanju. Dodan gumb Firefox Računa v orodno vrstico. Izboljšave učinkovitosti delovanja. |
| Firefox 67     | 67.0.2    | 11. junij 2019     |                                                                  | Dodana možnost blokiranja skriptov, namenjenih rudarjenju kriptovalut in zbiranju "prstnih odtisov" naprav (fingerprinting). Privzeto onemogočeno delovanje razširitev v zasebnem brskanju. Dodan gumb Firefox Računa v orodno vrstico. Izboljšave učinkovitosti delovanja. |
| Firefox 67     | 67.0.3    | 18. junij 2019     |                                                                  | Dodana možnost blokiranja skriptov, namenjenih rudarjenju kriptovalut in zbiranju "prstnih odtisov" naprav (fingerprinting). Privzeto onemogočeno delovanje razširitev v zasebnem brskanju. Dodan gumb Firefox Računa v orodno vrstico. Izboljšave učinkovitosti delovanja. |
| Firefox 68     | 68.0      |                    | 9. julij 2019                                                    | Spremembe možnosti upravljanja z dodatki. Samodejno odpravljanje napak povezave HTTPS, povzročenih s strani protivirusnega programa. |
| Firefox 68     | 68.0.1    | 18. julij 2019     |                                                                  | Spremembe možnosti upravljanja z dodatki. Samodejno odpravljanje napak povezave HTTPS, povzročenih s strani protivirusnega programa. |
| Firefox 68     | 68.0.2    | 14. avgust 2019    |                                                                  | Spremembe možnosti upravljanja z dodatki. Samodejno odpravljanje napak povezave HTTPS, povzročenih s strani protivirusnega programa. |
| Firefox 69     | 69.0      |                    | 3. september 2019                                                | Strožje privzete nastavitve zaščite pred sledenjem (zavračanja vsebine). Odstranjena možnost samodejnega zagona vtičnika Flash. |
| Firefox 69     | 69.0.1    | 18. september 2019 |                                                                  | Strožje privzete nastavitve zaščite pred sledenjem (zavračanja vsebine). Odstranjena možnost samodejnega zagona vtičnika Flash. |
| Firefox 69     | 69.0.2    | 3. oktober 2019    |                                                                  | Strožje privzete nastavitve zaščite pred sledenjem (zavračanja vsebine). Odstranjena možnost samodejnega zagona vtičnika Flash. |
| Firefox 69     | 69.0.3    | 10. oktober 2019   |                                                                  | Strožje privzete nastavitve zaščite pred sledenjem (zavračanja vsebine). Odstranjena možnost samodejnega zagona vtičnika Flash. |
| Firefox 70     | 70.0      |                    | 22. oktober 2019                                                 | Nov logotip. Predelan in razširjen upravitelj gesel, sedaj imenovan Firefox Lockwise. Prenovljene možnosti blokiranja sledenja, preimenovane iz zavračanja vsebine v izboljšano zaščito pred sledenjem. Izboljšave uporabniškega vmesnika. |
| Firefox 70     | 70.0.1    | 31. oktober 2019   |                                                                  | Nov logotip. Predelan in razširjen upravitelj gesel, sedaj imenovan Firefox Lockwise. Prenovljene možnosti blokiranja sledenja, preimenovane iz zavračanja vsebine v izboljšano zaščito pred sledenjem. Izboljšave uporabniškega vmesnika. |
| Firefox 71     | 71.0      |                    | 3. december 2019                                                 | Možnost gledanja videoposnetkov v plavajočem okencu ("slika v sliki") v sistemu Windows. Prenovljena stran about:config, upodobljena v HTML. Izboljšan vmesnik zaščite pred sledenjem in Lockwisa. |
| Firefox 72     | 72.0      |                    | 7. januar 2020                                                   | Privzeto omogočeno blokiranje sledilcev prstnih odtisov. Možnost slike v sliki v sistemih Mac in Linux. |
| Firefox 72     | 72.0.1    | 8. januar 2020     |                                                                  | Privzeto omogočeno blokiranje sledilcev prstnih odtisov. Možnost slike v sliki v sistemih Mac in Linux. |
| Firefox 72     | 72.0.2    | 20. januar 2020    |                                                                  | Privzeto omogočeno blokiranje sledilcev prstnih odtisov. Možnost slike v sliki v sistemih Mac in Linux. |
| Firefox 73     | 73.0      |                    | 11. februar 2020                                                 | Možnost nastavitve privzete povečave za vsa spletna mesta. |
| Firefox 73     | 73.0.1    | 18. februar 2020   |                                                                  | Možnost nastavitve privzete povečave za vsa spletna mesta. |
| Firefox 74     | 74.0      |                    | 10. marec 2020                                                   | Izboljšana zmožnost uvoza podatkov iz drugih brskalnikov. Preprečitev nameščanja razširitev ostalim programom. Onemogočena povezava s protokoli TLS 1.0 in 1.1. |
| Firefox 74     | 74.0.1    | 3. april 2020      |                                                                  | Izboljšana zmožnost uvoza podatkov iz drugih brskalnikov. Preprečitev nameščanja razširitev ostalim programom. Onemogočena povezava s protokoli TLS 1.0 in 1.1. |
| Firefox 75     | 75.0      |                    | 7. april 2020                                                    | Spremenjeno obnašanje naslovne vrstice in iskanja. |
| Firefox 76     | 76.0      |                    | 5. maj 2020                                                      | Nadgradnja upravitelja gesel Firefox Lockwise s funkcijami, kot sta prikaz opozorila ob znanem vdoru v spletno mesto in možnost samodejne ustvaritve močnega gesla. Podpora za vmesnik AudioWorklet. |
| Firefox 76     | 76.0.1    | 8. maj 2020        |                                                                  | Nadgradnja upravitelja gesel Firefox Lockwise s funkcijami, kot sta prikaz opozorila ob znanem vdoru v spletno mesto in možnost samodejne ustvaritve močnega gesla. Podpora za vmesnik AudioWorklet. |
| Firefox 77     | 77.0      |                    | 2. junij 2020                                                    | Nov preprostejši vmesnik za upravljanje digitalnih potrdil. Izboljšave dostopnosti uporabnikom s posebnimi potrebami. |
| Firefox 77     | 77.0.1    | 3. junij 2020      |                                                                  | Nov preprostejši vmesnik za upravljanje digitalnih potrdil. Izboljšave dostopnosti uporabnikom s posebnimi potrebami. |
| Firefox 78     | 78.0      |                    | 30. junij 2020                                                   | Uvedba nadzorne plošče zaščit, ki prikazuje statistiko zaščite pred sledenjem, podatke Firefox Lockwise in upravljanje gesel. Zadnja podprta različica v macOS 10.9, 10.10 in 10.11. |
| Firefox 78     | 78.0.1    | 1. julij 2020      |                                                                  | Uvedba nadzorne plošče zaščit, ki prikazuje statistiko zaščite pred sledenjem, podatke Firefox Lockwise in upravljanje gesel. Zadnja podprta različica v macOS 10.9, 10.10 in 10.11. |
| Firefox 78     | 78.0.2    | 9. julij 2020      |                                                                  | Uvedba nadzorne plošče zaščit, ki prikazuje statistiko zaščite pred sledenjem, podatke Firefox Lockwise in upravljanje gesel. Zadnja podprta različica v macOS 10.9, 10.10 in 10.11. |

- Phoenix 0.1
- Firefox 1.0
- Firefox 2.0
- Firefox 3.6
- Firefox 4
- Firefox 25 v sistemu Windows 7
- Firefox 39 v sistemu Windows 8

### Razvojni kanali
Poleg uradnih izdaj Firefoxa Mozilla objavlja tudi razvojne različice Firefox Beta in Nightly. Beta različica je za eno različico novejša od uradne izdaje in nove različice so izdane v približno tedenskih razmikih, razvijalska izdaja Nightly pa je dve različici pred uradno izdajo in se posodablja dnevno. Od uvedbe hitrega cikla izdaj je alfa izdajo predstavljal kanal Aurora (kanal Nightly je bil tri različice novejši od uradne izdaje), ki pa je bil v začetku leta 2017 ukinjen zavoljo hitrejšega prehoda novosti do uradne izdaje.

### Firefox ESR in Developer Edition
Firefox Extended Support Release, okrajšano ESR, je izdaja z razširjenim ciklom podpore, namenjena večjim organizacijam in drugim skupinam. Na kanalu ESR so nove različice izdane vsakih sedem običajnih različic, torej približno enkrat letno, med tem časom pa niso posodabljane z novimi funkcijami in spremembami, temveč le oskrbovane s popravki varnostnih in večjih zanesljivostnih težav.
Firefox Developer Edition je izdaja Firefoxa, ustvarjena leta 2015, ki temelji na kanalu Beta (pred ukinitvijo kanala Aurora je temeljila na slednjem) in je nekoliko prilagojen spletnim razvijalcem.

## Programska licenca
Program je odprtokoden. Večina kode je na voljo pod licenco Mozilla Public License (MPL) 2.0. Mozilla Foundation dovoljuje prosto razširjanje programa ter ogled in spreminjanje izvorne kode.
Ime "Mozilla Firefox" in brskalnikov logotip sta zaščiteni blagovni znamki. Dovoljeno je razširjanje nespremenjenih izdaj z logotipom in imenom Firefoxa, omejeno pa je razširjanje različic Firefoxa s predelano izvorno kodo pod tem imenom. 

Septembra 2006 je Mozilla ugotovila, da distribucija Debian GNU/Linux brez dovoljenja uporablja zaščitne znake Mozille Firefox za Debianu prilagojeno različico. Debian ni želel poglabljati težave, zato so svoj Firefox preimenovali v Iceweasel. Leta 2016 je bil dosežen dogovor in program je bil preimenovan nazaj v Firefox.
- Zgodovina Firefoxovega logotipa
- Logotip različic 3.5–22.0 od 30. junija 2009 do 5. avgusta 2013
- Logotip različic 23–56 od 6. avgusta 2013 do 13. novembra 2017
- Logotip različic 57–69 od 14. novembra 2017 do 21. oktobra 2019
- Logotip različice 70 in novejših od 22. oktobra 2019 dalje

- Ostali logotipi za specifične različice
- Logotip programov "Phoenix" in "Firebird" pred preimenovanjem v Firefox
- Logotip razvijalske izdaje Nightly
- Logotip Firefox Developer Edition
- Logotip, distribuiran z izvorno kodo in nezaščiten kot blagovna znamka

## Širjenje Firefoxa
Firefox je hitro postal priljubljen in v enem letu od izdaje prve uradne različice ga je preneslo že 100 milijonov uporabnikov. Ob izidu je Mozilla začela niz kampanj za popularizacijo brskalnika, ki sta ga Blake Ross in Asa Dotzler imenovala "trženjski tedni".
12. septembra 2004 je Mozilla začela kampanjo "Spread Firefox" (SFX), ki je bila središče za razpravo raznih načinov trženja in v okviru katere so nastajali promocijski plakati, slike in posnetki. Izdan je bil Mozillin manifest, ki postavlja Mozillina načela in projekt Mozilla definira kot "globalno skupnost ljudi, ki verjamejo, da so odprtost, inovativnost in pripravljenost izkoristiti priložnosti, ki se nudijo, ključnega pomena za nadaljnje zdravje interneta". Po izidu Firefoxa 1.0 je Mozilla v časopisu New York Times objavila dvostranski oglas, financiran s strani članov skupnosti s celega sveta. Po raznih spletnih mestih se je razširil tudi gumb za prenos Firefoxa, za klike na katerega so gostitelji prejemali točke in imeli priložnost uvrstiti se na lestvico 250 "najboljših zaveznikov". Od časa do časa je ekipa Spread Firefox organizirala tudi razne dogodke za promocijo Firefoxa. Ob izdaji Firefoxa 3 so postavili Guinessov svetovni rekord za največ prenosov programa v 24 urah s preko osmimi milijoni prenosov, dosego 500 milijonov prenosov 21. februarja 2008 pa je skupnost praznovala tako, da je na dobrodelni strani Freerice zaslužila 500 milijonov zrn riža. Leta 2006 je 12 študentov oregonske univerze na polju ovsa v Oregonu ustvarili žitni krog v obliki logotipa Firefoxa.
Firefox je postal tudi dobro poznan večjim spletnim mestom in podjetjem. Google je priporočal uporabo svojih storitev v Firefoxu do izdaje svojega lastnega brskalnika. Decembra 2005 je Dell v Združenem kraljestvu začel tržiti računalnike s prednameščeno Mozillo Firefox. Julija 2010 je IBM vse svoje zaposlene (približno 400 000) pozval, naj uporabljajo Firefox.

## Število uporabnikov
V februarju 2017 je bil Firefox drugi najbolj priljubljen brskalnik za namizne računalnike. Uporabljalo naj bi ga 15% vseh uporabnikov spleta, v Evropi pa nekaj več kot 20%. V Sloveniji je Firefox prav tako drugi najbolj uporabljan brskalnik z 32 odstotki tržnega deleža. V nekaterih državah, na primer v Nemčiji in na Kubi, je Firefox še vedno najbolj priljubljen brskalnik.

## Nagrade
Mozilla Firefox je bil nagrajen s številnimi nagradami različnih vplivnih organizacij:
- PC Magazine Editors’ Choice Award, avgust 2016[36]
- CHIP Top-Download, 2013[37]
- CHIP Top App (Firefox for Android), 2013[38]
- CNET Editor’s Choice Award for Best Browser, 2011
- CeBIT Best Open Source App for a Mobile Device, marec 2011[39]
- CHIP Znamka leta, marec 2011[40]
- CNET Top 10 Mac Download, 2010[41]
- PC Magazine Editors’ Choice Award, 2009
- zmagovalec CNET Webware 100, maj 2009[42]
- 2008 LinuxQuestions.org Members’ Choice Awards Browser of the Year, januar 2009[43]
- PC Magazine Editors’ Choice, 2008
- CNET Editors’ Choice, 2008
- zmagovalec Webware 100, april 2008[44]
- zmagovalec Webware 100, junij 2007[45]
- PC World 100 Best Products of 2007, maj 2007[46]
- PC Magazine Editors' Choice, oktober 2006[47]
- CNET Editors' Choice, oktober 2006[48]
- PC World's 100 Best Products of 2006, julij 2006[49]
- PC Magazine Technical Excellence Award, Software and Development Tools category, januar 2006[50]
- PC Magazine Best of the Year Award, december 2005[51]
- PC Pro Real World Award (Mozilla Foundation), december 2005[52]
- CNET Editors' Choice, november 2005[53]
- UK Usability Professionals' Association Award Best Software Application 2005, november 2005[54]
- Macworld Editor's Choice with a 4.5 Mice Rating, november 2005[55]
- Softpedia User’s Choice Award, september 2005[56]
- TUX 2005 Readers' Choice Award, september 2005[57]
- PC World Product of the Year, junij 2005[58]
- Forbes Best of the Web, maj 2005[59]
- PC Magazine Editor’s Choice Award, maj 2005[60]